# Землетрус у Дубровнику (1667)
Землетрус у Дубровнику 1667 року — дотепер найбільший землетрус, що його зазнало місто Дубровник і околиці.

## Історія
Землетрус стався о 8 годині ранку 6 квітня 1667 року. Він був одним із двох найбільш руйнівних землетрусів на території Хорватії протягом останні 2400 років і наймасштабнішою катастрофою в історії Дубровника. У результаті землетрусу було зруйновано майже все місто, загинуло декілька тисяч осіб: називаються цифри 3000, 5000 і більше. Серед загиблих був і сам ректор (князь) міста.
Під час землетрусу на місто з пагорба Срдж летіло каміння, яке руйнувало все на своєму шляху. Цунамі, що утворилося внаслідок землетрусу, зруйнувало порт, а кораблі, що стояли в порту, були розбиті об берег хвилями. Земля потріскалася, а небо потемніло від здійнятого пилу. Пожежа, спричинена землетрусом, не вщухала протягом двадцяти днів і знищила велику кількість матеріальних і культурних цінностей.
У цей час Дубровник (Рагуза) був столицею Рагузької республіки і землетрус поклав початок її занепаду.
Оскільки під час землетрусу було зруйновано 68 % міської забудови, урядом республіки було прийнято закон, що визначив вигляд міста на наступні століття і який зберігся до нашого часу. Донині для зниження ризику виникнення і швидкого розповсюдження пожежі кухні у всіх будинках Старого міста влаштовуються на верхніх поверхах.